# Mügeln
Mügeln ist eine Kleinstadt in Sachsen, im Südosten des Landkreises Nordsachsen. Nachbarstädte sind Oschatz (neun Kilometer) und Döbeln (15 Kilometer). Bekanntheit erlangte der Ort als ehemaliger Bischofssitz des Bistums Meißen und im 19. Jahrhundert durch die Schmalspurbahn, deren Bahnhof in Mügeln einst als einer der größten Schmalspurbahnhöfe Europas galt.

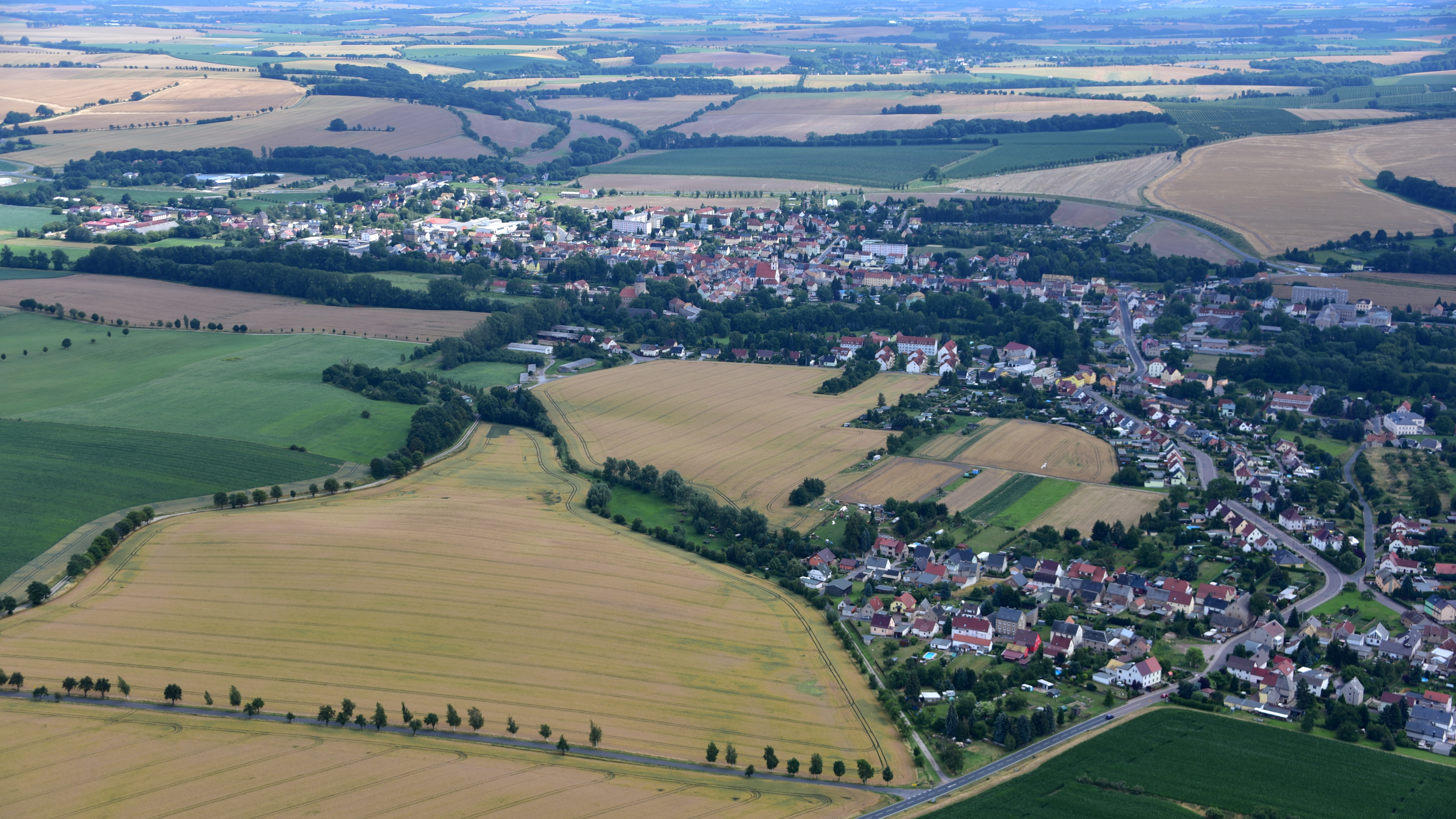
Mügeln, Luftaufnahme (2017)

## Geographie

### Geographische Lage
Mügeln liegt im Döllnitztal am westlichen Rand der Lommatzscher Pflege, einem intensiv landwirtschaftlich genutzten Hügelland mit fruchtbaren Böden. Durch die Stadt fließt der kleine Fluss Döllnitz. Nördlich der Stadt beginnt der Wermsdorfer Forst, ein Waldgebiet, das sich bis zur Dahlener Heide erstreckt.

### Nachbargemeinden
Mit ihren Territorien direkt angrenzend sind (im Uhrzeigersinn) die Stadt Oschatz, Naundorf, Jahnatal im Landkreis Mittelsachsen und Wermsdorf.

### Stadtgliederung

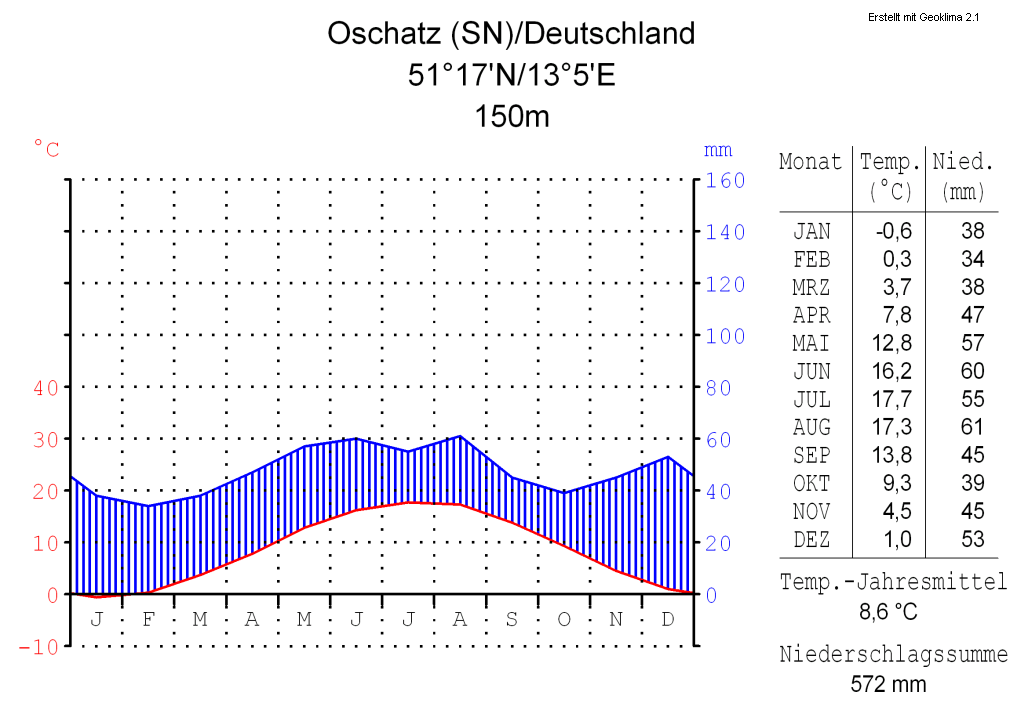
Klimadiagramm von Oschatz

- Mügeln
- Ablaß
- Baderitz
- Berntitz
- Crellenhain
- Gaudlitz
- Glossen
- Grauschwitz
- Kemmlitz
- Lichteneichen
- Lüttnitz
- Mahris
- Nebitzschen
- Neubaderitz
- Neusornzig
- Niedergoseln
- Ockritz
- Oetzsch
- Paschkowitz
- Pommlitz
- Poppitz
- Querbitzsch
- Remsa
- Schlagwitz
- Schlanzschwitz
- Schleben
- Schweta
- Seelitz
- Sornzig
- Wetitz
- Zävertitz
- Zschannewitz

### Klima
Mügeln befindet sich mit seinem humidem Klima in der kühl-gemäßigten Klimazone, jedoch ist ein Übergang zum Kontinentalklima spürbar.
Die nächste Wetterstation befindet sich im nahegelegenen Oschatz. Weitere befinden sich in Torgau und in Dresden.
Die durchschnittlich Lufttemperatur in Mügeln beträgt 8,6 °C, der jährliche Niederschlag 572 Millimeter.

## Geschichte

### Deutung und Entwicklung des Ortsnamens
Der Ortsname leitet sich vom sorbischen mogyla ab, was Erd- oder Grabhügel bedeutet. Mit dem Suffix -n- (Mogyl-n-) ergibt sich die Entsprechung einer  Siedlung bei einem Grabhügel.
Er hatte im Laufe der Jahrhunderte verschiedene Schreibweisen, aber bereits 1590 bildete sich der heutige Name Mügeln heraus.
984 (1012/18) Mogelin(i) (Thietm. IV. 5.), 1003 (1012/18) Mogilina  (Thietm. V. 37.), 1161 Sifridus de Mugelin, 1185 Moglin, 1198 Mugelin, 1254 Mogelin, 1319 Mugelin, 1358 Mugelyn, 1551 Mogelln, 1555 Mögeln, 1590 Mügeln

### Ortsgeschichte

#### Die erste Besiedlung
Eine erste Besiedlung von Mügeln ist bereits für 3000–900 v. Chr. am heutigen Poetenweg nachzuweisen. Bei Grabungen 1994 wurden unter anderem fünf Haus-Grundrisse gefunden.
Diese Häuser hatten wahrscheinlich Satteldächer und bestanden aus Holzpfosten mit einem Zweiggeflecht. Gleichzeitig wurden auch Teile dünnwandiger Keramik gefunden. Auf ihrer schwarzen Oberfläche finden sich schmale waagerechte oder kurze senkrechte Riefen und Dreiecke. Diese Verzierungen machten die Einordnung der Siedlung in die jüngere Bronzezeit möglich.

#### Mügelns erste urkundliche Erwähnung im Mittelalter

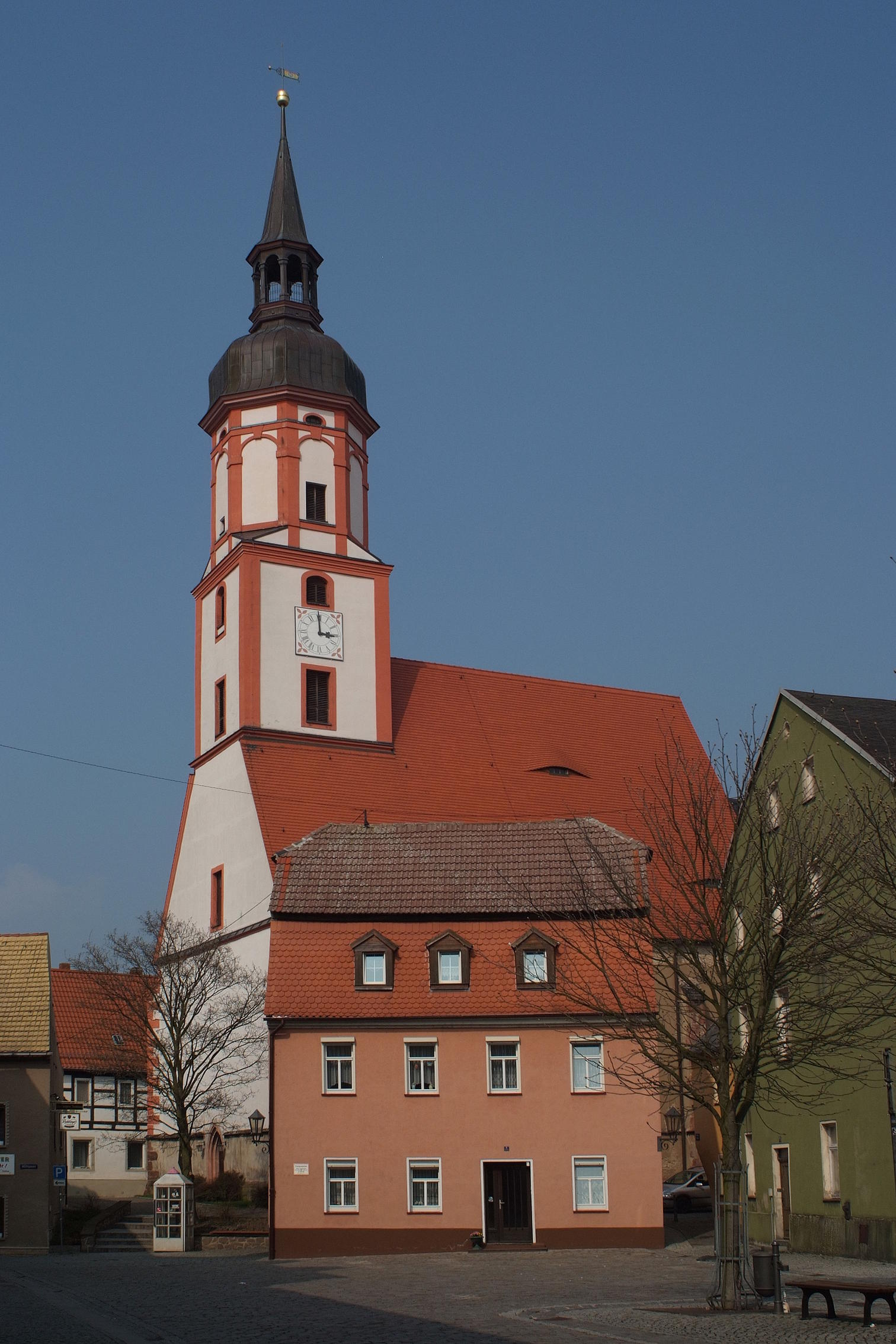
Johanniskirche

Erstmals urkundliche Erwähnung erfuhr Mügeln 984, als der spätere erste König von Polen Herzog Boleslaw von Böhmen Heinrich den Zänker nach einem Empfang mit seinem Heer durch die Gaue Nisan und Daleminzien bis nach Mügeln begleiten ließ. Mügelns Umgebung war damals noch vorwiegend slawisch besiedelt. Als 1003 Boleslaw die Stadt Strehla und die Lommatzscher Pflege mit Verwüstungen und Brandschatzungen überzog, stand er auch vor den Toren Mügelns. Der Sage nach sollen die Mügelner Bürger eine Verwüstung der Stadt durch eine List verhindert haben, in dem sie versprachen, dem Polenkönig treu ergeben zu sein und sich selbst am Abend vor seinem Lager einfinden zu wollen. Doch Boleslaw konnte seine anschließenden Rache-Pläne auf Grund der ansteigenden Elbe nicht mehr umsetzen und musste mit seinen Truppen abziehen. Am 17. Juni 1025 starb Boleslaw.
1063 kam Mügeln durch eine Schenkung der Kaiserin Agnes in den Besitz des Bischofs von Meißen. Die Schenkung bedenkt das Stift mit 50 Hufen Land, sowie allen dazugehörigen Nutzungsrechten. Die Gerichtsbarkeit verblieb zunächst in kaiserlicher Hand und fiel erst ungefähr 200 Jahre später durch eine urkundliche Beglaubigung dem Bischof von Meißen zu. 1135 erfolgte der Bau der Altmügelner Marienkirche, welche anlässlich ihrer Weihe mit Feldern der Schenkung von 1064 ausgestattet wird. Die Einkünfte wurden dem Bischof von Meißen zugesprochen. Für das Jahr 1161 werden die Herren von Mügeln nachgewiesen, welche vermutlich aber bereits im 11. Jahrhundert das Land um den Festenberg als Geschenk vom König erhielten. Sifridus de Mogelin wurde in der Zueignung eines Weinbergs an die Kapelle Egidii in Meißen als Zeuge genannt, wo er seinen Namen unmittelbar hinter den des advocatus von Meißen setzte. 1198 wurde schließlich ein Gerbrand von Mogelin beim Landding am Collm genannt und 1216 wurden in einer Urkunde des Meißner Markgrafen Dietrich der Name Siegfrieds von Mügeln, sowie sein Alter und seine ehemalige adlige Abstammung erwähnt. Dem Sornziger Kloster wurde 1218 eine Burgwartskapelle überwiesen und damit erstmals eine Burgwartskapelle auf dem Festenberg erwähnt. Bischof Heinrich I. von Meißen, ließ 1232 die Mügelner Johanniskirche erbauen, deren Bau als Abschluss der planmäßigen Deutschgründung Mügelns gilt. Die Verleihung des Marktrechts in Mügeln erfolgte im Jahre 1256. Bischof Conrad von Meißen wies an, dass jährlich 6 Mark an das Meißner Kapitel zu überweisen sind.

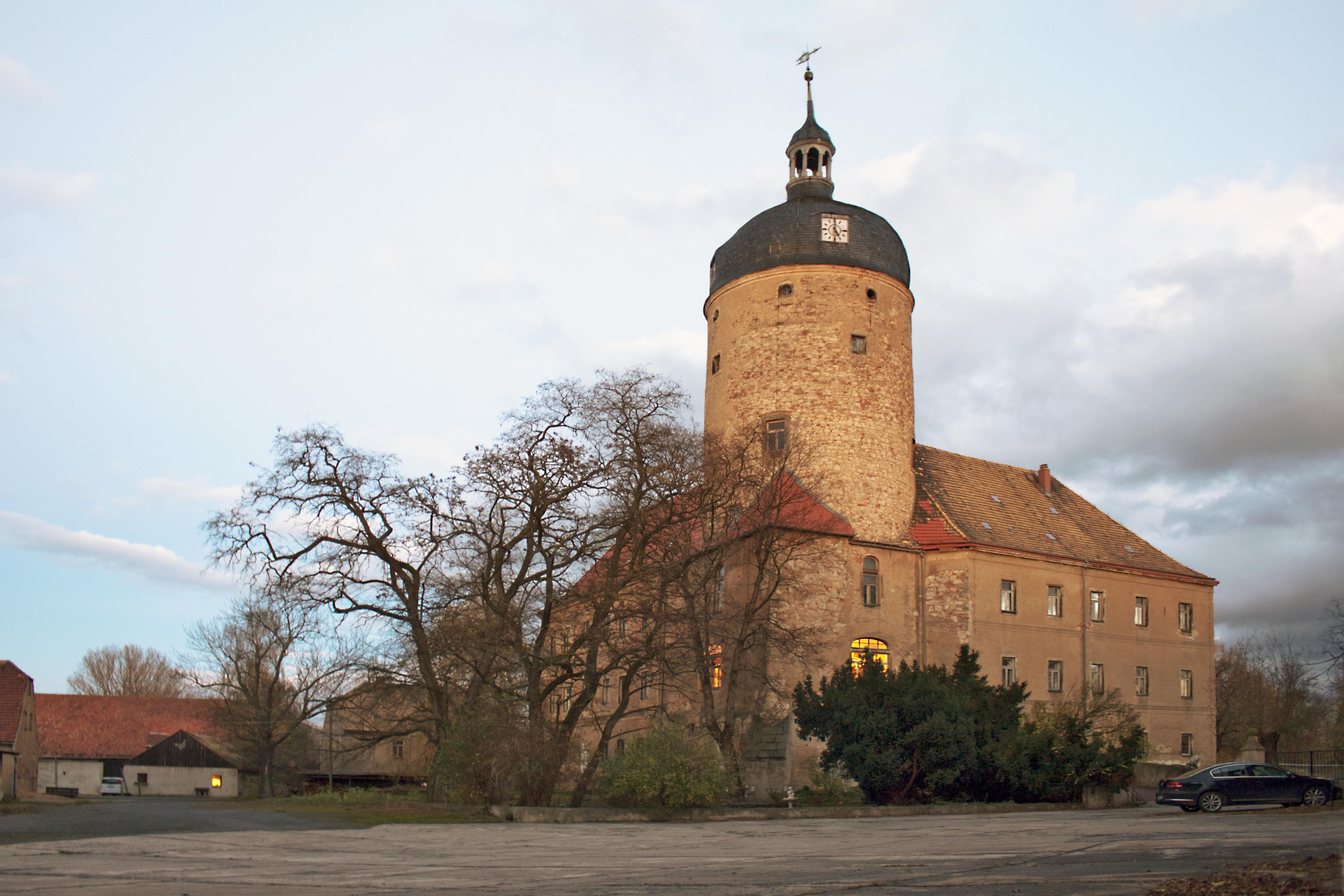
Schloss Ruhethal

1259 starb Sifridus de Mogelin, welcher der einflussreichste und wohlhabendste Präfekt Mügelns war. Er bebaute während seiner Herrschaft den Festenberg mit der Burg, sowie der Kapelle Ursula und stiftete 1241 das Nonnenkloster des Benediktinerordens Marienthal in Sornzig. 1261 wurde das Schloss Ruhethal erbaut. Am 26. März 1278 übergab Albert, Graf zu Brehna in einer Schenkung die Gerichtsbarkeit über die Stadt Mügeln an den Bischof zu Meißen. 1288 wurde Mügeln Civitates genannt, was auf eine Erwähnung des Stadtrechts schließen lässt. Der Propst und das Kapitel zu Meißen trafen 1311 in einer Urkunde eingehende Bestimmungen über die Verteilung der einzelnen Pfründen und die damit verbundenen Verpflichtungen in Mügeln. Der Gebrauch der sorbischen Sprache wurde 1325 von Amts wegen verboten. Aus der Zeit um 1350 sind die Sangspruchdichtungen eines Heinrich von Mügeln überliefert. Er war Verfasser von mittelhochdeutschen Minneliedern, Gedichten, Fabeln, Chroniken und Sprüchen und trat er an den Höfen der Herrscher von Österreich, Böhmen und Ungarn auf. Conrad von Rochlitz schenkte 1350 dem Bistum Meißen alle seine Güter, welche er vom meißnischen Bischof zum Lehen hatte, um in der Mogeliner Schlosskapelle Zur Heiligen Barbara einen Kaplan unterhalten zu können. Er war damit der letzte bischöfliche Obergerichtsherr in Mügeln. Um 1373 wurde erstmals eine Mügelner Stadtbefestigung erwähnt und 1395 schenkte Bischof Johannes III. der Stadt das Vogteihaus als Rathaus. Er setzte den ersten Bürgermeister Mügelns, sowie sechs Ratsmänner ein. Die Stadt erhielt als äußeres Zeichen das bischöfliche Wappen. Im Jahre 1414 wurde erstmals eine Ratsverfassung bezeugt.
1429 wurden Teile der Stadt durch einfallende Hussiten zerstört, welche auch andere benachbarte Städte und Dörfer bereits niedergebrannt und verwüstet hatten. Sicherlich wurden dabei viele Bewohner erschlagen. Die oft verbreitete Ansicht, Mügeln wäre bereits 1428 von den Hussiten zerstört worden, entstammt der insgesamt sehr fehlerhaften fiedlerschen Darstellung und ist nach jüngeren Forschungen überholt.

#### Die Neuzeit

Plan von Mügeln und dem Schloss Ruhethal von 1741

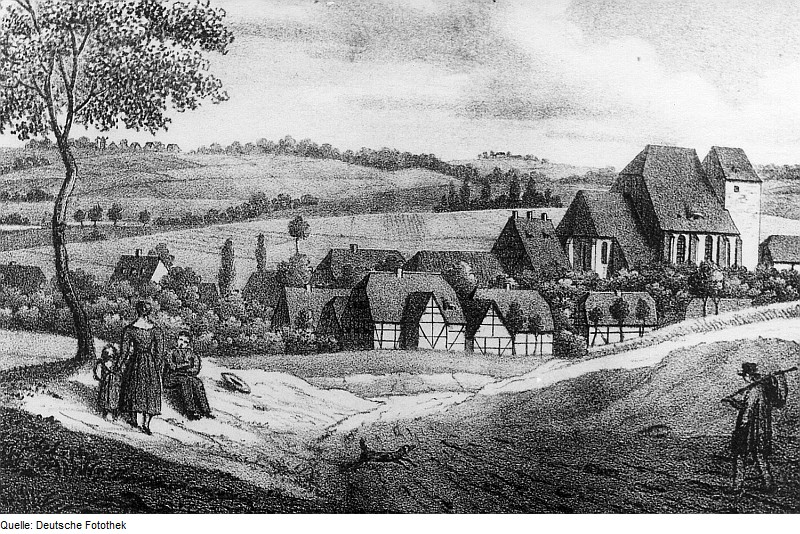
Altmügeln, Ortsansicht um 1830

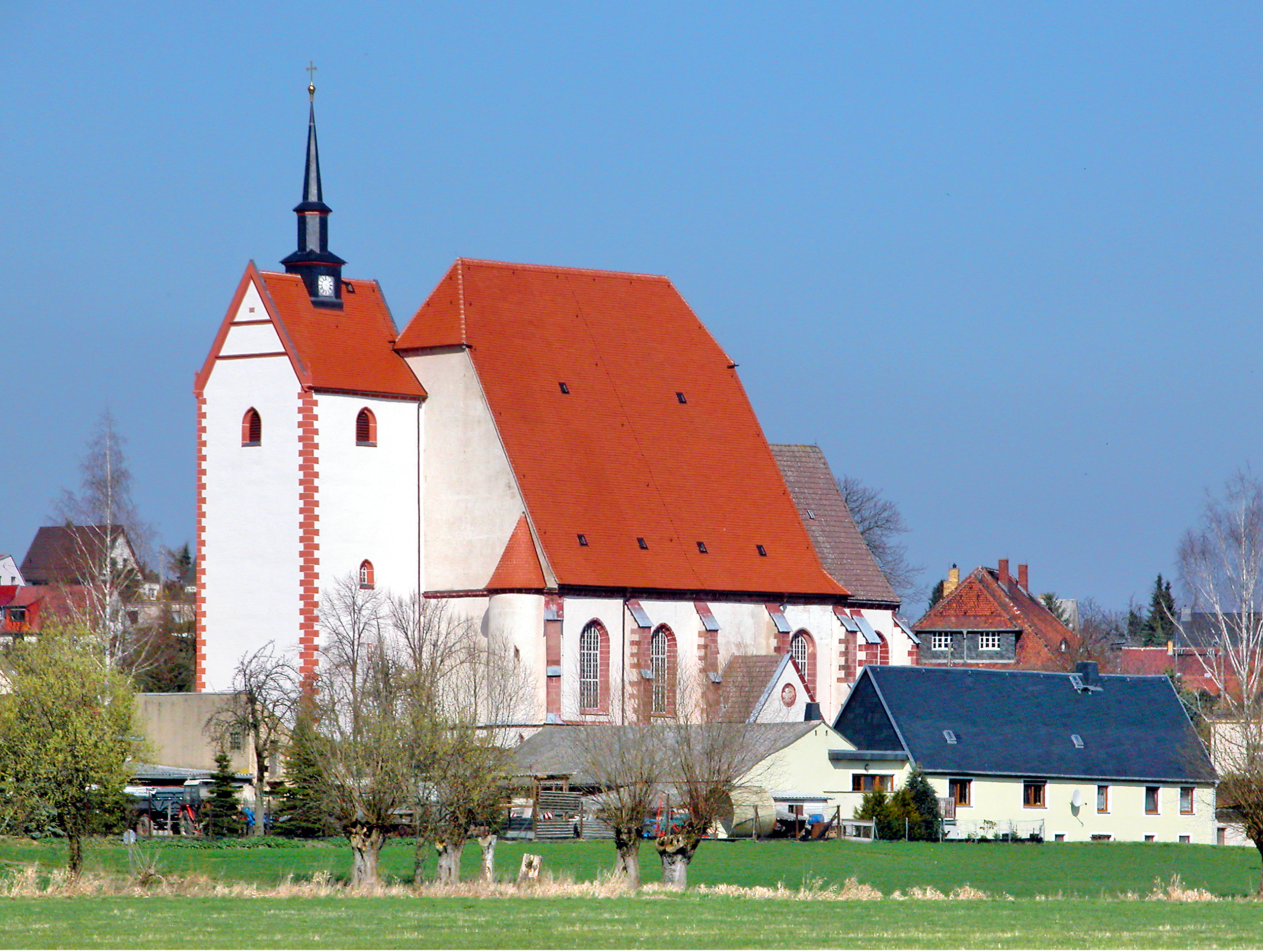
Marienkirche (Altmügeln)

1542 fand der erste evangelischer Gottesdienst in Mügeln statt. 1556 legte Bischof Johannis zu Meißen die Statuten der Stadt Mügeln neu bzw. verändert fest. Das 24 Punkte fassende Statut, welches zum Teil sehr detailliert abgefasst war, befasste sich mit Erb-, Besitz- und Familienrecht. Diesen folgten noch einmal 10 Punkte allgemeiner Stadtordnung.
Während des Schmalkaldischen Krieges zog Kaiser Karls V. 1547 zur Schlacht bei Mühlberg durch Mügeln, aus welcher er am 24. April 1547 siegreich hervorging und somit den Krieg gewann. 1561 wurde der Stadt von Bischof Johann IX. von Haugwitz kirchliche Geleit- und Brückenrechte verliehen. Bischof Johann IX., der letzte katholische Bischof zu Meißen und gleichzeitig Dompropst zu Naumburg, trat 1581 zum Protestantismus über. Er lebte in Mügeln und erhielt das Schloss Ruhethal, welchem er diesen Namen gab, sowie das ehemalige Kloster Marienthal in Sornzig, als Leibrente zur Nutzung. 1572 ließ er die alte Burganlage in Mügeln in ein neuzeitliches Schloss umbauen. Er starb 1595. Ein Jahr später, 1596 kam das Amt Mügeln an die sächsischen Kurfürsten.
Nachdem im Dreißigjährigen Krieg die Mügelner Bürger mehrfach schwedische Angriffe abwehren konnten, wurde der Ort schließlich durch die Truppen des schwedischen Oberst Töbitz geplündert. Jedoch die meisten der damals ungefähr 700 Einwohner fielen in dieser Zeit der Pest zum Opfer. Nur 67 Einwohner der Stadt überlebten die große Pestilenz. Im gesamten Kirchspiel Mügelns gab es ungefähr 1000 Pest-Tote.
Mügeln war 1629 von Hexenverfolgung betroffen. Eine Person geriet in einen Hexenprozess und wurde mit Landesverweis bestraft.
Im Ortsteil Altmügeln geriet der Zimmermann Paul Richter 1645–1648 in einen Hexenprozess.
Am 24. November 1690 gab es in Mügeln und Umgebung ein Erdbeben, wobei 2 Häuser beschädigt wurden, im Schloss einige Möbel durcheinander fielen und die Glocken von selbst läuteten. Der schwedische König Karl XII. nahm nach dem Frieden von Altranstädt 1707 im Schloss Ruhethal Quartier. 1735 wurden die Stadtprivilegien durch Erhalt der Ober- und Erbgerichte vom kurfürstlichen Amt erweitert. 1831 wurden das Gut und Schloss sächsisches Kammergut. Die Landwirtschaft wurde verpachtet. Das Justiz- und Rentamt hatte seinen Sitz im Schloss.
Im Jahr 1834 wurde das letzte Stadttor abgebrochen, sowie eine Mädchenschule eröffnet. Nach einer Verwaltungsreform 1836 umfasste das Amt Mügeln zusammen mit Sornzig 55 Dörfer. 1844 wurde, nachdem bereits ein Jahr zuvor auf dem Mügelner Markt eine Probelaterne aufgestellt wurde, die städtische Straßenbeleuchtung eingeführt.
Nachdem bereits seit 1849 über die Einrichtung einer Sparkasse in Mügeln im Gespräch war, nahm diese im Jahr 1852 langsam Gestalt an und wurde am 12. Januar 1853 eröffnet. Am ersten Kassentag wurden über 1200 Taler eingelegt. Die Stadtkirche wurde 1869 einer Restaurierung unterzogen und am 2. Januar 1869 wieder eingeweiht. Die Kosten der Restaurierung betrugen 5200 Taler; dazu kamen 2300 Taler für eine neue Orgel, sowie 1000 Taler für die neuen Glocken.
1875 wurde Mügeln der Amtshauptmannschaft Oschatz zugeordnet.
Im Jahr 1884 erhielt Mügeln an der Schmalspurbahn Oschatz–Mügeln–Döbeln einen Eisenbahnanschluss. Diese Strecke hatte eine Spurweite von 750 Millimetern Spurweite und wurde durch die Königlich Sächsische Staatseisenbahn betrieben. 1888 wurde noch die Schmalspurbahn Mügeln–Neichen eröffnet. Dieses sogenannte „Mügelner Netz“, das noch weitere anschließende Strecken umfasste, brachte der Region einen bescheidenen wirtschaftlichen Aufschwung. Zusammen mit den Insterburger Kleinbahnen galt das Mügelner Netz als das größte deutsche Schmalspurnetz. Nachdem bereits 1889 Pläne für eine neue Wasserleitung in Mügeln auslagen, wurde diese am 21. Juli 1891 in Betrieb genommen und löste eine alte hölzerne Holzröhrenleitung ab. Das städtische Telefonnetz ging am 20. Juli 1899 mit über 200 Anschlüssen in Betrieb.

#### Das 20. Jahrhundert
Am 3. Mai 1911 wurde das neue Bezirkskrankenhaus König Albert-Stiftung seiner Bestimmung übergeben. Im gleichen Jahr wurde eine Fürsorgestelle für Tuberkulose in Mügeln eingerichtet. Ein Jahr später wurde der Anschluss Mügelns an das Leitungsnetz der Überlandzentrale Gröba fertiggestellt und das Ortsnetz der Stadt in Betrieb genommen.
Im Jahr 1914 begann der Erste Weltkrieg, in welchem 113 Einwohner der Stadt starben. Ihnen zu Ehren wurde ein Ehrenmal auf dem Mügelner Friedhof errichtet. Am 21. Juni 1917 wurde die kleinste der damals 3 Glocken der Mügelner Stadtkirche abgenommen und zu Kriegszwecken abgegeben. Sie trug, wie die mittlere Glocke das Bildnis Martin Luthers, sowie auf einer Seite die Inschrift: Zum 10. November 1883 gestiftet von der Gemeinde. Auf der anderen Seite: Wenn ich rufe, höre meine Stimme. Diese Glocke hatte an das 400-jährige Jubiläum der Geburt Martin Luthers am 10. November 1883 erinnern sollen und war gemeinsam mit der mittleren Glocke aus dem Zusammenguss der 3 alten Glocken neu entstanden. Die Stiftung einer neuen 3. Kirchenglocke erfolgte erst 1927 durch den Privatmann Paul Müller.

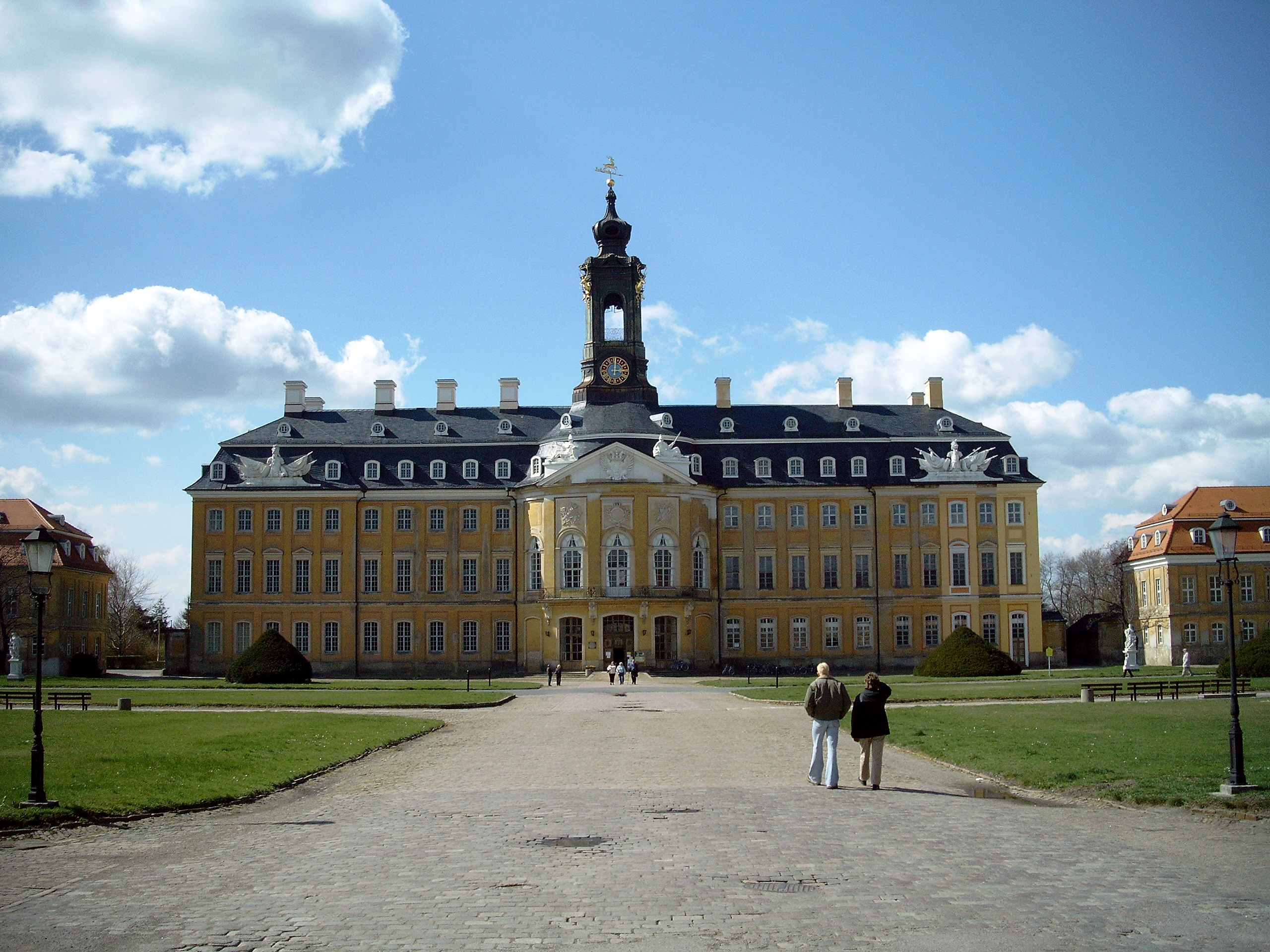
Die Hubertusburg in Wermsdorf

Nach der Machtübernahme der Nazis Anfang März 1933, gab es am 20. März 1933 umfangreiche Durchsuchungen durch SA und Gendarmerie in Mügeln. Es wurden umfangreiches Aktenmaterial beschlagnahmt und etwa 50 Personen festgenommen. Anfang April 1933 gab es weitere Verhaftungen und am 10. April wurde das Stadtverordnetenkollegium auf Grund des Gleichschaltungsgesetzes neugebildet. Der 1939 begonnene Zweite Weltkrieg hatte auch Auswirkungen auf Mügeln. So wurden 1940 die Bürger der Stadt zur Sparsamkeit beim Verbrauch der Kohle aufgefordert. Kohlen durften nur dort verbraucht werden, wo keine Möglichkeit zur Verwendung anderer Brennstoffe bestand. Außerdem kamen im gleichen Jahr einige hundert Umsiedler aus dem infolge des 1939 geschlossenen Hitler-Stalin-Paktes von der Roten Armee besetzten Bessarabien am Schwarzen Meer auch nach Mügeln. Etwa 4800 Rückwanderer wurden im damaligen Kreis Oschatz untergebracht, wobei der größte Teil auf der Hubertusburg in Wermsdorf untergebracht wurde.
Während des Zweiten Weltkrieges kamen über 200 Mügelner Einwohner um. Außerdem fanden zahlreiche Frauen und Männer aus der Sowjetunion, den Niederlanden, Polen, Lettland und Italien als Zwangsarbeiter und Kriegsgefangene in Mügeln und Umgebung den Tod. Ende April 1945 besetzte eine amerikanische Einheit die Stadt, welche am 5. Mai von sowjetischen Truppen abgelöst wurde. Es folgte die Bildung einer Sowjetischen Ortskommandantur, sowie die Bildung einer neuen Stadtverwaltung, in welcher auch die neu entstandenen Blockparteien vertreten waren. Große Schwierigkeiten gab es in den harten Wintern 1945–1947, die Stadt mit notwendigen Lebensmitteln und Brennstoffen zu versorgen.

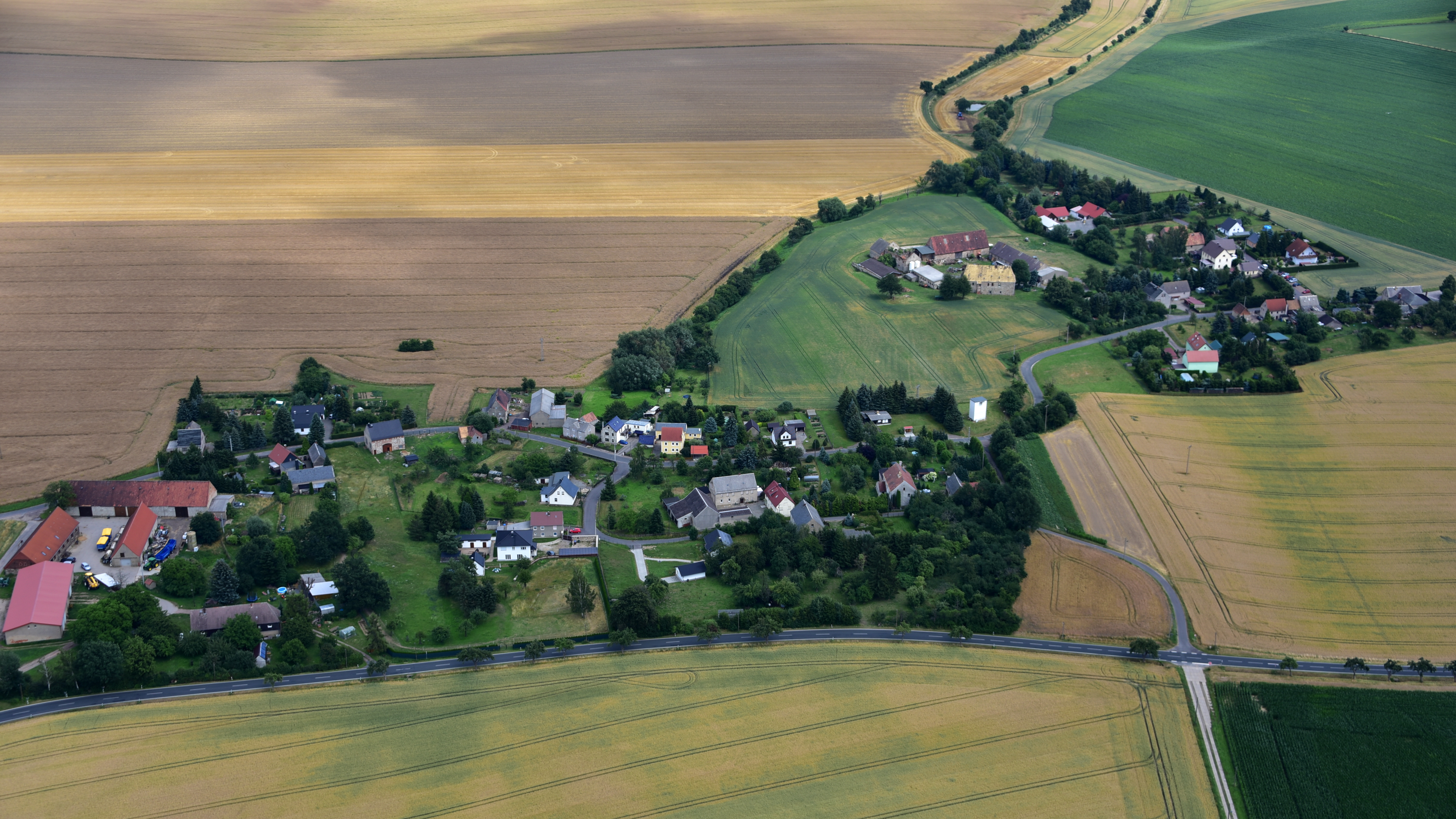
Berntitz, Luftaufnahme (2017)

1959 erfolgte die Eingemeindung der Gemeinden Altmügeln, Crellenhain, Schlagwitz und Berntitz–Schlatitz in die Stadt Mügeln.
Von 1968 bis 1975 wurden schrittweise Strecken der Schmalspurbahn stillgelegt, zunächst zwischen Mügeln und Döbeln, dann zwischen Mügeln und Wermsdorf. Nach 1975 wurde die Strecke nur noch für den Güterverkehr genutzt. 1978 erfolgte die Umsetzung der Mügelner Postmeilensäule auf den Schulplatz. Im Rahmen einer Festwoche 1984 zum 1000-jährigen Jubiläum der Mügelner Ersterwähnung und 35. Jahrestag der DDR gab es über 40 kulturelle und sportliche Veranstaltungen im Ort. Über 30 Häuserfassaden wurden im Vorfeld rekonstruiert. Mehrmals täglich dampfte der „Wilde Robert“ bis zum 7. Oktober durch die Lommatzscher Pflege.

#### Die Wende und die Zeit danach

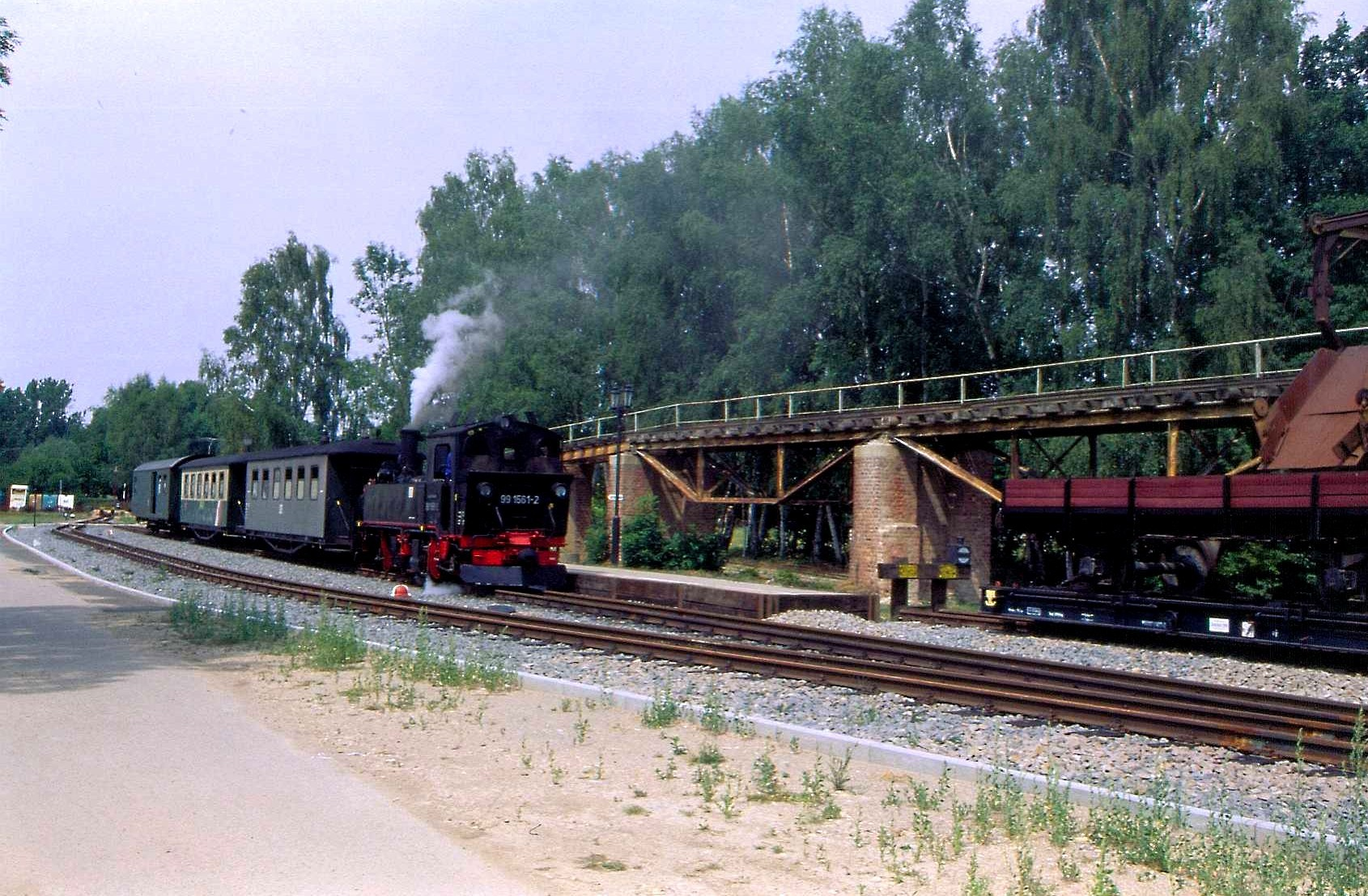
Der Wilde Robert

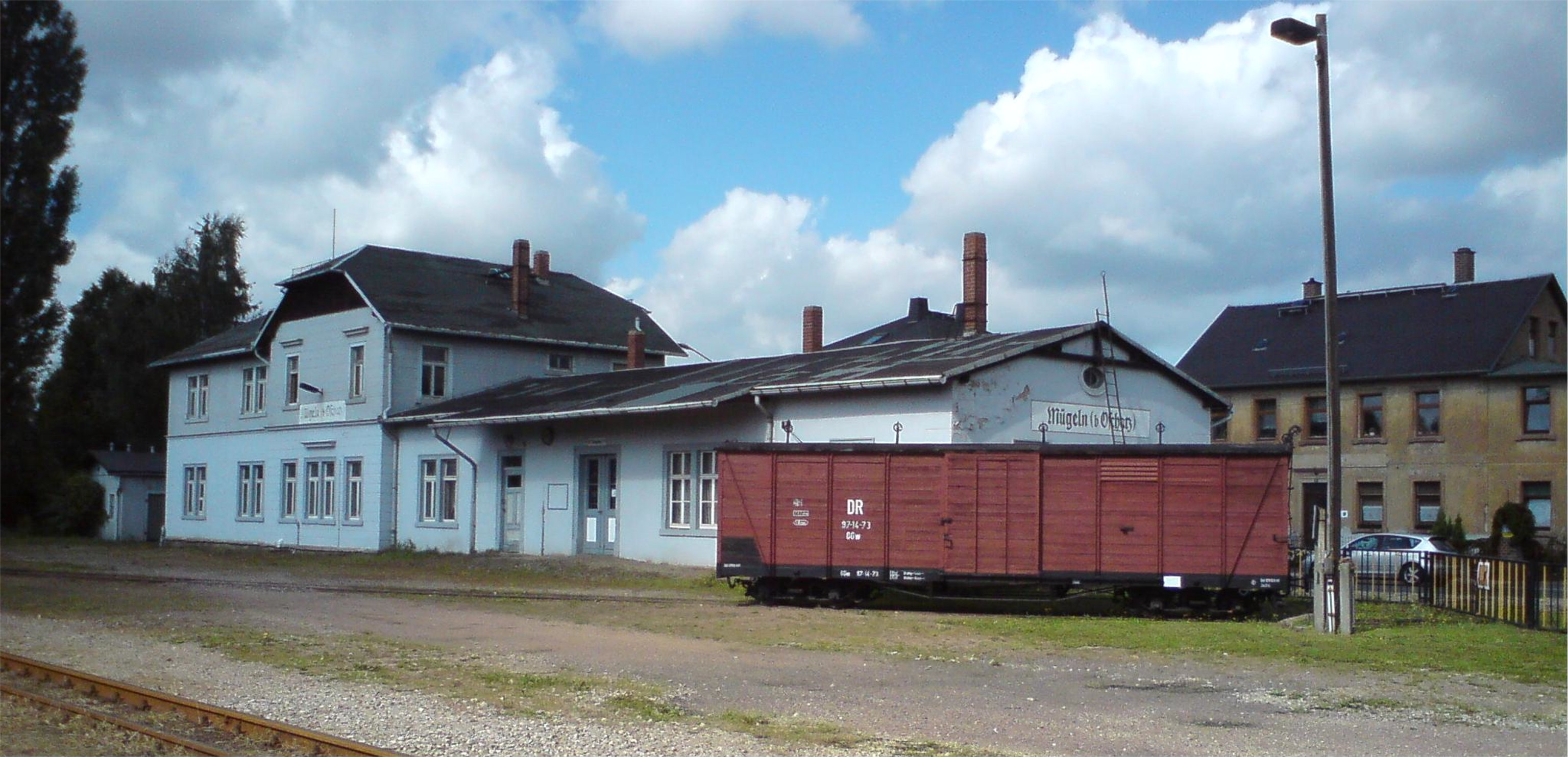
Bahnhof Mügeln (2011)

Die Wende 1989 hatte auch ihre Auswirkungen in Mügeln. Auf Grund der sehr schlecht besuchten Mügelner Stadtverordnetenversammlung am 7. Dezember 1989 und des nicht mehr arbeitsfähigen Stadtausschusses der Nationalen Front, sowie des Demokratischen Blocks in Mügeln hatte sich als gesellschaftliches Gremium ein Runder Tisch herausgebildet. Dieses Gremium, in dem Vertreter aller damaligen, sowie später gegründeten Parteien und Organisation Mügelns mitarbeiten konnten, trat am 18. Dezember 1989 zusammen. Es verstand sich als beratendes Organ der Stadtverordnetenversammlung Mügeln. An diesem Gespräch nahmen 30 Bürger teil. Geleitet wurde dieser Runde Tisch von seinen Initiatoren, Herrn Siegfried Schönherr, Vorsitzender der Grundeinheit Mügeln der NDPD, Herrn Bernd Brink, Bürgermeister von Mügeln und Mitglied der SED-PDS, sowie Herrn Dr. Ulrich Bürger, Mitglied des evang.-luth. Kirchenvorstandes Mügeln und Mitglied der NDPD. Später folgten der Amtsantritt frei gewählter Stadträte und Bürgermeister, es fand ebenso eine Wiederbelebung traditionsreicher Mügelner Vereine statt. 1993 erfolgte die Gründung der Döllnitzbahngesellschaft zum Weiterbetrieb der Schmalspurbahn Wilder Robert. Die Betriebsgenehmigung Sachsens für die „erste nichtbundeseigene Eisenbahn öffentlichen Verkehrs“ im Freistaat, übergab der damalige Staatssekretär Wolfgang Zeller dem Betriebsgeschäftsführer der Döllnitzbahn Herrn Olaf Mescheder am Bahnhof Mügeln.
1994 wurde im Zuge der Kreisreform Mügeln dem Landkreis Torgau-Oschatz zugeordnet, obwohl die Mehrheit der Bürger für eine Zuordnung in den Landkreis Döbeln stimmten. Außerdem wurde am 18. Mai 1996 eine neue katholische Kirche in der Döbelner Straße vom Bischof des Bistums Dresden-Meißen, Joachim Reinelt, eingeweiht. In das Gebäude, welches ein ehemaliger kommunaler Kindergarten Mügelns war, flossen Baukosten von rund einer halben Million Mark, diese wurden vom Bistum Dresden-Meißen sowie der Mügelner Kirchgemeinde gemeinsam aufgebracht.
1995 wurde der Personenverkehr auf der Schmalspurbahn Oschatz–Altmügeln wieder aufgenommen. Der Brunnen am Altmarkt mit der Statue des Heinrich von Mügeln, wurde am 20. August 2005 feierlich der Öffentlichkeit übergeben. Nachdem von Herrn Zehme die Geschichte von Heinrich interpretiert wurde, schoss der Schützenverein der Stadt Mügeln 3 mal Salut.
In der Nacht zum 19. August 2007 kam es am Rande eines Stadtfestes zu fremdenfeindlichen Gewalttaten, bei der eine Gruppe von acht indischen Textilunternehmern von Deutschen gejagt wurde. Die Ausschreitungen in Mügeln wurden in der Öffentlichkeit mit Rechtsextremismus in Verbindung gebracht, da rassistische und ausländerfeindliche Parolen gerufen wurden.   Mügelns Bürgermeister Gotthard Deuse (FDP) meinte, da die Schläger nicht „auf den Sturz unserer Verfassung“ gezielt hätten, liege kein Rechtsextremismus vor. Und der damalige Ministerpräsident Sachsens, Georg Milbradt (CDU), stellte auf dem Landesparteitag am 15. September 2007 in Mittweida gar fest, es habe keine „Hetzjagd in Mügeln“ gegeben, sondern eine „Hetzjagd auf Mügeln und die Mügelner“. Laut Michael Kraske zeigt sich an Mügeln „exemplarisch, wie in Sachsen vertuscht und verharmlost wird, wenn es um Rassismus und Rechtsextremismus geht.“ Im nachfolgenden Prozess wurden zwar vier junge Deutsche wegen Volksverhetzung und Körperverletzung verurteilt, doch einen rechtsextremen Hintergrund hielt die zuständige Amtsrichterin in Oschatz im Februar 2009 nicht für bewiesen.
Im März 2009 wurde einem der Inder vor der Tür seiner Pizzeria die Nase gebrochen. Dass der Schläger später vor Gericht freigesprochen wurde, weil er in Notwehr gehandelt habe, bezeichnete die Sozialarbeiterin Solveig Höppner vom Mobilen Beratungsteam gegen Rechtsextremismus als „typische Täter-Opfer-Umkehr“. Im Spätsommer 2009 wurde an drei Wochenenden der Tagungsort des Vereins Vive le Courage, dessen Mitglieder mit den Mügelnern über Rassismus sprechen wollten, unter „Sieg Heil“-Rufen mit Bierflaschen und Feuerwerkskörpern angegriffen. Die Stadtverwaltung warf 2010 den Angegriffenen Störung der Totenruhe vor, weil hinter ihrem Treffpunkt der Friedhof liegt.
Im April 2010 geriet die Stadt durch den Abbruch eines Bezirksklassespiels des Vereins Mügeln-Ablaß gegen Roter Stern Leipzig wegen antisemitischer Gesänge und rechtsradikaler Parolen erneut in den Fokus der Öffentlichkeit.
2014 stellte die Politologin und Rechtsextremismusforscherin Britta Schellenberg in einer Studie das Vorhandensein von Neonazis und rassistischen Hegemonien in Mügeln fest.

### Eingemeindungen

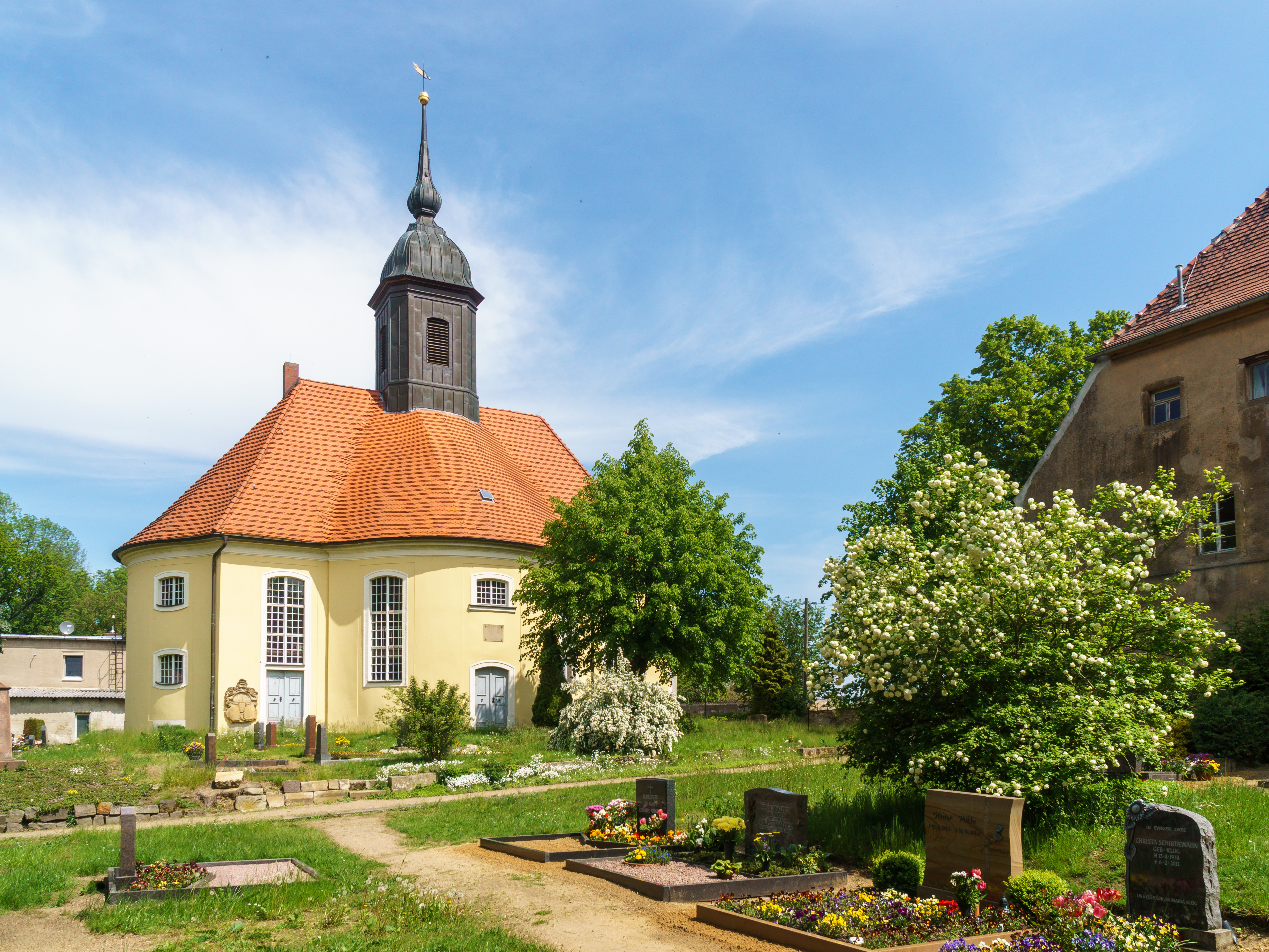
Kirche in Schweta

1959 wurden die Gemeinden Altmügeln, Crellenhain, Schlagwitz und Berntitz nach Mügeln eingegliedert. 1994 folgte Schweta, am 1. Januar 2011 die Gemeinde Sornzig-Ablaß.

### Einwohnerentwicklung
Die Einwohnerzahl des Orts nahm stetig zu, hatte aber zum Beispiel nach der Wende einen Einbruch.
| Jahr | Einwohner                          |
| 1581 | 147 besessene Bürger               |
| 1748 | 93 Häuser, 10 Hufen je 60 Scheffel |
| 1834 | 1.354                              |
| 1871 | 2.525                              |
| 1890 | 2.520                              |
| 1910 | 3.003                              |
| 1925 | 3.119                              |

| Jahr | Einwohner |
| 1939 | 3.273     |
| 1946 | 4.638     |
| 1950 | 4.309     |
| 1960 | 5.620     |
| 1964 | 5.667     |
| 1990 | 4.622     |

| Jahr | Einwohner |
| 2002 | 4.940     |
| 2003 | 4.910     |
| 2004 | 4.859     |
| 2007 | 4.642     |
| 2012 | 6.309     |
| 2013 | 6.190     |

## Politik

### Stadtrat
Seit der Stadtratswahl am 9. Juni 2024 verteilen sich die 18 Sitze des Stadtrates wie nebenstehend auf die einzelnen Gruppierungen. Ergebnisse früherer Wahlen sind tabellarisch aufgelistet.
| Stadtrat ab 2024Insgesamt 18 Sitze - SPD: 2 - SVM: 2 - WVM: 4 - FDP: 1 - CDU: 3 - AfD: 5 - FS: 1 | Liste                    | 2024   | 2024   | 2019   | 2019   | 2014   | 2014   |
| Stadtrat ab 2024Insgesamt 18 Sitze - SPD: 2 - SVM: 2 - WVM: 4 - FDP: 1 - CDU: 3 - AfD: 5 - FS: 1 | Liste                    | Sitze  | in %   | Sitze  | in %   | Sitze  | in %   |
| Stadtrat ab 2024Insgesamt 18 Sitze - SPD: 2 - SVM: 2 - WVM: 4 - FDP: 1 - CDU: 3 - AfD: 5 - FS: 1 | AfD                      | 5      | 27,5   | 4      | 18,9   | –      | –      |
| Stadtrat ab 2024Insgesamt 18 Sitze - SPD: 2 - SVM: 2 - WVM: 4 - FDP: 1 - CDU: 3 - AfD: 5 - FS: 1 | Wählervereinigung Mügeln | 4      | 24,4   | 4      | 20,4   | 5      | 23,8   |
| Stadtrat ab 2024Insgesamt 18 Sitze - SPD: 2 - SVM: 2 - WVM: 4 - FDP: 1 - CDU: 3 - AfD: 5 - FS: 1 | CDU                      | 3      | 18,1   | 3      | 15,2   | 5      | 27,1   |
| Stadtrat ab 2024Insgesamt 18 Sitze - SPD: 2 - SVM: 2 - WVM: 4 - FDP: 1 - CDU: 3 - AfD: 5 - FS: 1 | SV Mügeln/Ablaß 09 e. V. | 2      | 10,2   | 2      | 11,6   | 1      | 5,8    |
| Stadtrat ab 2024Insgesamt 18 Sitze - SPD: 2 - SVM: 2 - WVM: 4 - FDP: 1 - CDU: 3 - AfD: 5 - FS: 1 | SPD                      | 2      | 9,9    | 3      | 18,0   | 4      | 22,2   |
| Stadtrat ab 2024Insgesamt 18 Sitze - SPD: 2 - SVM: 2 - WVM: 4 - FDP: 1 - CDU: 3 - AfD: 5 - FS: 1 | FDP                      | 1      | 3,8    | 1      | 6,1    | 1      | 7,0    |
| Stadtrat ab 2024Insgesamt 18 Sitze - SPD: 2 - SVM: 2 - WVM: 4 - FDP: 1 - CDU: 3 - AfD: 5 - FS: 1 | Freie Sachsen            | 1      | 3,0    | –      | –      | –      | –      |
| Stadtrat ab 2024Insgesamt 18 Sitze - SPD: 2 - SVM: 2 - WVM: 4 - FDP: 1 - CDU: 3 - AfD: 5 - FS: 1 | Linke                    | –      | 3,0    | 1      | 6,6    | 2      | 10,8   |
| Stadtrat ab 2024Insgesamt 18 Sitze - SPD: 2 - SVM: 2 - WVM: 4 - FDP: 1 - CDU: 3 - AfD: 5 - FS: 1 | Grüne                    | –      | –      | –      | 3,2    | –      | 0,9    |
| Stadtrat ab 2024Insgesamt 18 Sitze - SPD: 2 - SVM: 2 - WVM: 4 - FDP: 1 - CDU: 3 - AfD: 5 - FS: 1 | Landfrauenverein Glossen | –      | –      | –      | –      | –      | 2,4    |
| Stadtrat ab 2024Insgesamt 18 Sitze - SPD: 2 - SVM: 2 - WVM: 4 - FDP: 1 - CDU: 3 - AfD: 5 - FS: 1 | Wahlbeteiligung          | 67,1 % | 67,1 % | 58,3 % | 58,3 % | 50,2 % | 50,2 % |

### Bürgermeister
Bürgermeister ist seit 2015 Johannes Ecke.
| Wahl | Bürgermeister  | Vorschlag       | Wahlergebnis (in %) |
| ---- | -------------- | --------------- | ------------------- |
| 2022 | Johannes Ecke  | SPD, CDU, FWV M | 61,6                |
| 2015 | Johannes Ecke  | SPD, CDU, FWV M | 82,1                |
| 2008 | Gotthard Deuse | FDP             | 54,1                |
| 2001 | Gotthard Deuse | FDP             | 67,8                |
| 1994 | Gotthard Deuse | FDP             | 67,9                |

### Städtepartnerschaften
Im Jahr 2000 ist Mügeln eine Partnerschaft mit der Gemeinde Bodman-Ludwigshafen am Bodensee in Baden-Württemberg eingegangen.

## Kultur und Sehenswürdigkeiten
→ siehe auch: Liste der Kulturdenkmale in Mügeln
- Das Schloss Ruhethal ist ein ehemaliger Bischofssitz des Bistums Meißen.
- Die Schmalspurbahn Wilder Robert zwischen Mügeln und Oschatz verkehrt einerseits als Museumsbahn, andererseits gibt es noch tägliche Schülerzüge. Der Bahnhof Mügeln galt einst als einer der größten Schmalspurbahnhöfe Europas.
- Die Feldbahnschauanlage Glossen vom Bahnhof Glossen zu einem Quarzitsteinbruch.
- Johanniskirche, spätgotische Hallenkirche mit schmalen Seitenschiffen[24] und einem Epitaph des Melchior von Saalhausen († 1504).
- Die rekonstruierte kursächsische Postdistanzsäule erinnert an die Postkutschenzeit.
- Das Denkmal des Heinrich von Mügeln auf dem Altmarkt stammt von Joachim Zehme (2005).
- In Gemeinschafts- und Einzelgräbern auf dem Friedhof ruhen zahlreiche Kriegsgefangene und Zwangsarbeiter, an die namentlich auf den Gedenksteinen erinnert wird.
- Das in der Metalszene international bekannte Musiklabel No Colours Records, spezialisiert auf National-Socialist-Black-Metal-Bands, ist in Mügeln ansässig.[25][26]

## Wirtschaft und Infrastruktur
10 km südlich der Stadt verläuft die Bundesautobahn 14, 10 km nördlich die Bundesstraße 6 durch Oschatz.
Einer der wichtigsten Arbeitgeber in der Stadt ist die Mügelner Maschinenbau GmbH. Sie produziert seit 1916 Investitionsgüter wie fördertechnische Anlagen, Ausrüstungen zum Mischen, Dosieren, Wägen und Sortieren von Schüttgütern und Sondermaschinen.

## Persönlichkeiten

### Söhne und Töchter der Stadt
- Heinrich von Mügeln (14. Jahrhundert), Verfasser von mittelhochdeutschen Sangsprüchen und Chroniken, galt den Meistersingern des 15./16. Jahrhunderts als einer der Zwölf alten Meister der Sangspruchdichtung; Abstammung aus diesem Mügeln denkbar, aber nicht gesichert
- Hermann von Wolfframsdorff (1630–1703), Kreishauptmann und Oberhofmarschall
- Emil Finck (1856–1922), Pädagoge, Direktor des Altertums- und Erzgebirgsmuseums in Annaberg
- Georg Schmorl (1861–1932), Arzt und Pathologe
- Rudolf Hermann Schulze (1906–1974), Strahlenphysiker, Biometeorologe, Direktor des Observatoriums des Deutschen Wetterdienstes
- Wolfgang Niescher (1934–2010), Handballspieler und Mediziner
- Christine Jakob (1948–2019), Hochschullehrerin und Professorin an der Technischen Hochschule/Universität Ilmenau
- Dietmar Käbisch (* 1952), Radsportler
- Engelbert Wistuba (* 1953), Politiker (SPD) und Bundestagsabgeordneter

### Persönlichkeiten, die vor Ort gewirkt haben
- Johann IX. von Haugwitz (1524–1595), letzter katholischer Bischof von Meißen
- Friedrich Wilhelm Prüfer (1818–1888), Politiker, sächsischer Landtagsabgeordneter, Ehrenbürger von Mügeln
- Guido Uhlemann (1824–1904), Gutsbesitzer, sächsischer Landtagsabgeordneter, Ehrenbürger von Mügeln[27]
- Carl Paul (1857–1927), evangelischer Theologe
- Hermann Mulert, Pseudonym Euthymuis Haas  (1879–1950), evangelischer Theologe